# ضغط تطوري
أي سبب يقلل من النجاح التكاثري في جزء من النوع أو المجموعة يحتمل أن يمارس ضغطًا تطوريًا أو ضغطًا انتقائيًا يقود الانتقاء الطبيعي. بوجود ضغطٍ كافٍ، تنتشر السمات الموروثة التي تخفف من آثارها، حتى لو كانت ضارة في ظروف أخرى، على نطاق واسع بين المجموعات. إنه وصف كمي لمقدار التغيير الذي يحدث في العمليات التي يبحثها علم الأحياء التطوري، لكن المفهوم الرسمي يمتد في كثير من الأحيان ليشمل مجالات أخرى من البحث.
في الوراثيات السكانية، عادة ما يُعبَّر عن الضغط التطوري كمُعامل انتقاء.

## الضغط الانتقائي للأحماض الأمينية
لقد ثبت أن وضع جين مصنّع للأحماض الأمينية مثل جين HIS4 تحت ضغط انتقائي من الأحماض الأمينية في الخميرة يؤدي إلى تعزيز التعبير عن الجينات المجاورة والذي يرجع إلى التنظيم النسخي لجينين متجاورين في حقيقيات النوى.

## مقاومة المضادات الحيوية
تعتبر مقاومة العقاقير في البكتيريا مثالًا على نتائج الانتقاء الطبيعي. عندما يُستخدم دواء على نوع من البكتيريا، فإن تلك التي لا تستطيع مقاومته تموت ولا تتكاثر، في حين أن الأخرى التي تعيش على الأرجح تنقل جين المقاومة إلى الجيل التالي (انتقال الجينات العمودي). يمكن أيضًا نقل جين المقاومة إلى بكتيريا من نوع آخر (انتقال الجينات الأفقي). لهذا السبب تزداد مقاومة الأدوية على مر الأجيال. على سبيل المثال، تنشأ في المستشفيات بيئات تطورت فيها مسببات الأمراض مثل عدوى المطثية العسيرة المقاومة للمضادات الحيوية. تتفاقم مقاومة المضادات الحيوية بسبب سوء استخدام المضادات الحيوية. تُشجّع مقاومة المضادات الحيوية عند استخدام المضادات الحيوية لعلاج الأمراض غير البكتيرية، وعندما لا تُستخدم المضادات الحيوية للفترة الزمنية المحددة أو بمقدار الجرعة الموصوفة. قد تنشأ مقاومة المضادات الحيوية من التباين الوراثي الثابت في المجموعة أو الطفرات الحديثة فيها. قد يؤدي كلا المسارين إلى مقاومة المضادات الحيوية، والتي قد تكون شكلاً من أشكال الإنقاذ التطوري.

### عدوى المستشفيات
المطثية العسيرة هي أحد أنواع البكتيريا إيجابية الغرام التي تعيش في أمعاء الثدييات، وهي تمثّل أحد أنواع البكتيريا التي تسبب الوفاة عبر العدوى المستشفيات.
عندما تتعطل مجموعات النبيت المعوي الجرثومي التكافلية (بسبب المضادات الحيوية على سبيل المثال)، يصبح المرء أكثر عرضة لمسببات الأمراض. إن التطور السريع لمقاومة المضادات الحيوية يضع ضغطًا انتقائيًا هائلاً على آلّيلات المقاومة المفيدة التي تنتقل إلى الأجيال اللاحقة. توضح فرضية الملكة الحمراء أن سباق التسلح التطوري بين البكتيريا المسببة للأمراض والبشر هو معركة مستمرة من أجل المزايا التطورية عبر التنافس بعضها مع بعض. يتطلب سباق التسلح التطوري بين عوامل الضراوة سريعة التطور للبكتيريا والعلاج الطبي الحديث من علماء البيولوجيا التطورية أن يفهموا آليات المقاومة في هذه البكتيريا المسببة للأمراض، خاصة أن عدد المرضى المصابين بالمستشفيات يتزايد باستمرار. تشكل عوامل الفوعة المتطورة تهديدًا للمرضى في المستشفيات الذين يعانون من نقص المناعة بسبب المرض أو بسبب العلاج بالمضادات الحيوية. عوامل الفوعة هي الخصائص التي طورتها البكتيريا المتطورة لزيادة مرضيتها. واحد من عوامل الفوعة للمطثية العسيرة الذي يشكل إلى حد كبير مقاومتها للمضادات الحيوية هو السموم: الذيفان المعوي TCDA والذيفان الخلوي TCDB.  تنتج السموم أبواغًا يصعب تعطيلها وإزالتها من محيطها، خاصة في المستشفيات حيث يمكن أن تحتوي غرفة المريض المصاب على جراثيم لمدة تصل إلى 20 أسبوعًا. لذلك، تعتمد مكافحة تهديد الانتشار السريع  لعدوى المطثية العسيرة على ممارسات التعقيم في المستشفيات التي تزيل الأبواغ من المكان. كشفت دراسة نشرت في المجلة الأمريكية لأمراض الجهاز الهضمي أن للسيطرة على انتشار عدوى المطثية العسيرة، يجب استخدام القفازات والاهتمام بنظافة الأيدي واستخدام مقاييس الحرارة المخصصة للاستخدام مرة واحدة، إضافة إلى تطهير المكان، وهذه الممارسات ضرورية في جميع المرافق الصحية. إن ضراوة هذا المُمْرِض ملحوظة وقد تتطلب تغييراً جذرياً في مقاربات التعقيم المتّبعة في المستشفيات للسيطرة على تفشي عدوى المطثية العسيرة.

## الانتقاء الطبيعي في البشر
يمكن لطفيلي الملاريا ممارسة ضغط انتقائي على المصابين به، وقد أدى هذا الضغط إلى الانتقاء الطبيعي للكريات الحمراء التي تحمل طفرة جين الهيموغلوبين المنجلية، ما يسبب فقر الدم المنجلي، في المناطق التي تشكل فيها الملاريا مصدر قلق كبير على الصحة، لأن هذه الحالة تمنح بعض المقاومة لهذا المرض المعدي.

## مقاومة مبيدات الحشرات والأعشاب
كما هو الحال مع تطور مقاومة المضادات الحيوية في البكتيريا، بدأت مقاومة المبيدات الحشرية ومبيدات الأعشاب في الظهور بمواد كيميائية زراعية شائعة الاستخدام. فمثلًا:
- في الولايات المتحدة، أظهرت الدراسات أن ذباب الفاكهة الذي يصيب بساتين البرتقال أصبح مقاومًا للملاثيون، وهو مبيد حشري يستخدم لقتله.
- في هاواي واليابان، طورت عثة  البلوتيلا مقاومة للبسيلوس ثورينجينسيس الذي يُستخدم في العديد من المحاصيل التجارية بما في ذلك الذرة، وذلك بعد استخدامه بكثافة لثلاث سنوات تقريبًا.
- في إنجلترا، طورت الفئران في مناطق معينة مقاومة فائقة لسم الفئران، بحيث أصبحت قادرة على استهلاك 5 أضعاف ما تستهلكه الفئران العادية دون أن تموت.
- لم يعد الدي دي تي فعالاً في السيطرة على البعوض الذي ينقل الملاريا في بعض الأماكن، وهذه حقيقة ساهمت في عودة ظهور المرض.
- في جنوب الولايات المتحدة، طورت حشائش القطيفة التي تؤثر على زراعة القطن مقاومة واسعة النطاق لمبيد الأعشاب المعروف الغليفوسيت.
- في بحر البلطيق، شجع انخفاض الملوحة على ظهور نوع جديد من الأعشاب البحرية البنية.[9]

## البشر الذين يمارسون ضغطًا تطوريًا
يمكن أن يؤدي النشاط البشري إلى تغيّرات غير مقصودة في البيئة. سيكون للنشاط البشري تأثير سلبي محتمل على مجموعات معينة، ما يتسبب بوفاة العديد من أفرادها بسبب عدم تكيفهم مع هذا الضغط الجديد. أما الأفراد الأكثر تكيفًا معه فسيبقون على قيد الحياة وسيتكاثرون بمعدل أعلى من غيرهم. يحدث هذا الأمر على مدى أجيال عديدة، إلى أن تتكيف المجموعة ككل بشكل أفضل مع الضغط. إنه الانتقاء الطبيعي بأبهى صوره، لكن الضغط التطوري يأتي هنا من نشاط بشري كبناء الطرق أو الصيد.

### الأفاعي المجلجلة
في المناطق ذات الكثافة السكانية المرتفعة، تتزايد التقارير عن أفعاعٍ مجلجلة لا تصدر أصواتًا. تُعزى هذه الظاهرة إلى الضغط الانتقائي الذي يمارسه البشر، الذين غالبًا ما يقتلون الثعابين عند اكتشافها. من المرجح أن تمر الثعابين التي لا صوت لها دون أن يلاحظها أحد، وبالتالي تكون فرصها بالنجاة أكبر من الأفاعي المجلجلة، فتتكاثر بشكل أسرع.

### سنونو الجروف
أظهرت مجموعات سنونو الجروف في نيبراسكا الأمريكية تغيرات شكلية في أجنحتها بعد سنوات عديدة من العيش بالقرب من الطرق. من خلال جمع البيانات لأكثر من 30 عامًا، لاحظ الباحثون انخفاضًا في طول أجنحة السنونوات الحية، كما لاحظوا أيضًا انخفاضًا في عدد الطيور الذين قتلتهم السيارات التي تمر على الطرقات، كما أظهرت أن الطيور التي دهستها السيارات المارة كانت تمتلك أجنحة أطول من المعدل العام.
ترويض الكلاب
منذ أن رُوِّضت الكلاب، تطورت جنبًا إلى جنب مع البشر بسبب ضغوط تطورية من البشر ومن البيئة المحيطة. بدأ الموضوع مع البشر والذئاب التي تتقاسم نفس المنطقة، مع وجود ضغوط للتعايش تؤدي في النهاية إلى تدجينها. أدى الضغط التطوري من البشر إلى ظهور العديد من السلالات المختلفة التي وازت الاحتياجات في زمانها، سواء كانت هناك حاجة لحماية الثروة الحيوانية أو المساعدة في الصيد. كان الصيد والرعي سببين أوليين لاختيار البشر بشكل مصطنع للسمات التي اعتبروها مفيدة.  لا يتوقف التهجين الانتقائي عند هذا الحد، بل يمتد إلى اختيار البشر لبعض الصفات التي تعتبر مرغوبة في كلابهم الأليفة، مثل الحجم واللون، حتى لو لم تكن مفيدة بالضرورة للإنسان بطريقة ملموسة. النتيجة غير المقصودة لهذا الاختيار هي أن الكلاب الأليفة تميل أيضًا إلى الإصابة بأمراض وراثية اعتمادًا على الأنواع المحددة التي جاءت منها.